# Sackcloth and Scarlet
Sackcloth and Scarlet è un film muto del 1925 prodotto e diretto da Henry King.

## Trama
Polly Freeman si reca da sola nella Paradise Valley in cerca di avventure. Lì, conosce un rude agricoltore, Stephen Edwards, che sta studiando dei sistemi di irrigazione per i suoi terreni. I due passano insieme una notte. Quando torna a casa, Polly confessa l'accaduto alla sorella Joan.
Preoccupata per la sorella che sta aspettando un bambino, Joan annulla le sue prossime nozze con Sam Curtis, decisa ad accompagnare Polly a Parigi, dove la sorella potrà partorire in segreto. Ma Sam, che l'ha seguita in Francia, quando la trova in una locanda con in braccio un neonato, crede che il piccolo sia suo e rompe il fidanzamento.
Ritornata in patria con il bambino - abbandonato dalla madre - Joan viene ospitata a Washington dalla contessa Selignac. Nella capitale, conosce Stephen, eletto al Congresso dopo il successo dei suoi progetti contro la desertificazione. I due si innamorano. Ma, quando si ripresenta Polly, molto malata e sempre cinica, Joan scopre che Stephen è il padre del piccolo. Sacrificando il suo amore per lui, Joan insiste affinché i due si sposino. Ma, prima della cerimonia, Polly muore lasciandoli liberi.

## Produzione
Il film fu prodotto dalla Kagor Productions.

## Distribuzione
Distribuito dalla Paramount Pictures, uscì nelle sale cinematografiche USA il 22 marzo 1925. In Finlandia, il film fu distribuito il 7 febbraio 1926.